# Rūta Janonienė
Rūta Janonienė (ur. 1960 w Wilnie) – litewska historyk sztuki. Doktorat w 1994, habilitacja w 2003. Od 1994 zatrudniona w Akademii Sztuk Pięknych w Wilnie.

## Publikacje
- Jonas Rustemas. Vilnius: Vilniaus dailės akademijos leidykla, 1999.
- Kazimieras Jelskis. Vilnius: Vilniaus dailės akademijos leidykla, 2003.
- Bernardinų bažnyčia ir konventas Vilniuje: pranciškoniškojo dvasingumo atspindžiai ansamblio įrangoje ir puošyboje. Vilnius: Aidai, 2010.